# Риббентроп, Иоахим фон
У́льрих Фри́дрих Ви́лли Иоахи́м фон Ри́ббентроп (нем. Ulrich Friedrich Willy Joachim von Ribbentrop, 30 апреля 1893, Везель, Северный Рейн-Вестфалия, Германская империя — 16 октября 1946, Нюрнберг, Американская зона оккупации) — немецкий политический, государственный деятель и дипломат, министр иностранных дел нацистской Германии (1938—1945). Обергруппенфюрер СС, член партии НСДАП.
Посол Германии в Великобритании (1936—1938).
1 октября 1946 года Международный военный трибунал против главных военных преступников в Нюрнберге признал Риббентропа виновным по всем пунктам обвинения, в том числе в преступлениях против мира, военных преступлениях и преступлениях против человечности, приговорив к смертной казни через повешение. 16 октября 1946 года приговор был приведён в исполнение.

## Биография

### Детство, образование, воспитание
Родился в городе Везеле в Рейнской Пруссии в семье офицера Рихарда Ульриха Фридриха Иоахима Риббентропа (1859–1941). У него был брат Лотар, годом старше, и сестра Ингеборг 1896 года рождения. Мать, Йоханна Софи Гертвиг (1860—1902), была добродушной женщиной, в отличие от строгого отца, который часто наказывал детей за плохую успеваемость. Она умерла в 1902 году от туберкулёза. С 1904 года отец продолжил службу в городе Меце адъютантом генерала — командующего крепостью. Он вновь женился. В Меце Иоахим освоил французский язык. Он был хорошим спортсменом и скрипачом, но плохим учеником: после 11-го класса он ушёл из гимназии. В 1908 году отец оставил военную службу. Семья переехала в Швейцарию, город Арозу. Дети обучались преподавателями, которых нанимал отец. В Швейцарии Иоахим часто видел богатых туристов, которые наслаждались восхождениями и бобслеем. У него зародилось стремление стать обеспеченным человеком, увидеть мир. Отец отправил обоих сыновей на учёбу в Англию.

### Деятельность до Первой мировой войны
В 1910 году Иоахим и Лотар отправились в Канаду. Мать была дочерью богатого саксонского землевладельца. Она оставила сыновьям наследство и Иоахим занялся коммерцией — поставками немецкого вина в Канаду. В Канаде ему была удалена почка: «он заразился через молоко больной туберкулёзом коровы».

### Первая мировая война
С началом Первой мировой войны Иоахим Риббентроп вернулся в Германию. При посредничестве отца записался добровольцем в Торгауский гусарский полк. В полку подружился с Вольфом-Генрихом фон Хелльдорфом — будущим фюрером нацистских штурмовиков в Берлине. Служил на Восточном, а затем на Западном фронте. Получил звание обер-лейтенанта и был награждён Железным крестом. После ранения был направлен в Константинополь (современный Стамбул, Турция) в германскую военную миссию, где познакомился с Францем фон Папеном. В 1918 году по окончании войны вернувшись в Берлин, некоторое время работал в военном министерстве.

### Коммерческая деятельность после Первой мировой войны
В 1919 году Риббентроп оставил военную службу. Сначала работал в фирме одного бременского импортера хлопка. Затем открыл в Берлине собственную фирму по продаже французских вин и ликеров. В середине 1919 года познакомился с Отто Хенкелем, владельцем компании «Henkell & Co», крупным производителем вин. 5 июля 1920 года в Висбадене женился на его дочери — Анне Элизабет (Аннелис) Хенкель (1896—1973). Вскоре после этого стал представителем компании «Henkell & Co» в Берлине. Тесть ввёл его в круг своих друзей — богатых производителей вин. Эти связи и предпринимательские навыки помогли в середине 1920-х годов развить предприятие по продаже напитков, которое стало одним из крупнейших в Германии. В 1923 году в Берлине построил элегантную виллу с теннисным кортом и бассейном. На вилле устраивал коктейльные вечеринки. На встречи приглашался цвет берлинского общества — дворяне, финансисты, промышленники. В том числе и богатые евреи. Так он познакомился с коллекционерами предметов искусства и ценностей.

### Дворянское происхождение

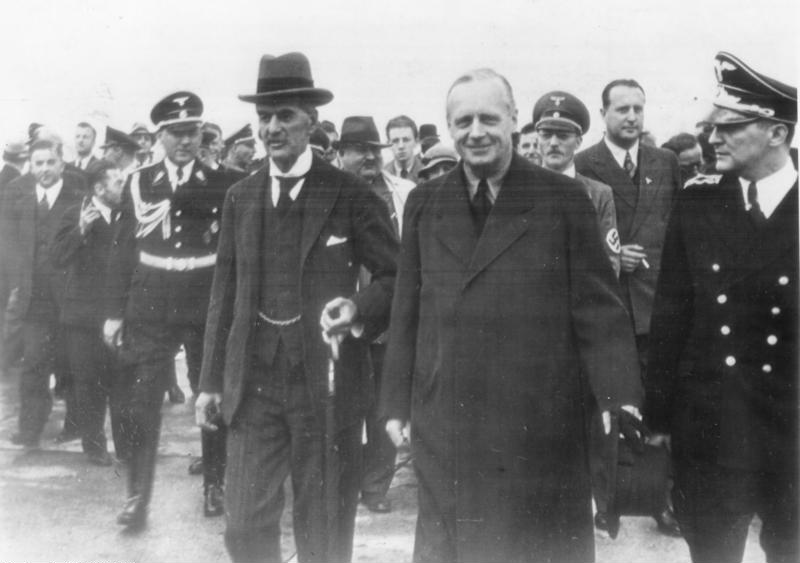
Премьер-министр Великобритании Невилл Чемберлен с министром иностранных дел рейха Иоахимом фон Риббентропом. 15 сентября 1938 г.

Семья Риббентропа не принадлежала к дворянскому роду, однако имела дальние родственные связи с некоторыми аристократическими и даже королевскими домами, которыми он восхищался в детстве. 15 мая 1925 года Риббентроп был усыновлён своей дальней родственницей Гертрудой фон Риббентроп (1863—1943), чей отец Карл Риббентроп получил дворянство в 1884 году и впоследствии стал носить фамилию «фон Риббентроп». В результате Иоахим Риббентроп получил возможность использовать дворянскую приставку «фон» к фамилии, а также пользоваться семейным гербом фон Риббентропов, в ответ он обязался по контракту выплачивать Гертруде фон Риббентроп пенсию в течение 15 лет. Позднее утверждалось, что Риббентроп получил дворянство за заслуги в Первой мировой войне. В 1933 году в анкете СС он указал, что был принят в дворянство для защиты аристократической линии своей семьи от угасания, но без упоминания о годе заслуг Карла Риббентропа. Через некоторое время решил присоединиться к элитному клубу в Берлине, члены которого были в основном дворянами. Несмотря на ходатайство его друзей фон Хелльдорфа и фон Папена, его заявление было отклонено.

### Политическая карьера
В 1930 году при содействии Вольфа-Генриха фон Хелльдорфа Риббентроп познакомился с Гитлером. 1 мая 1932 года вступил в НСДАП, которой уже до этого оказывал финансовую поддержку. В конце 1932 года предоставил Гитлеру свою виллу в Далеме для переговоров с фон Папеном о совместной коалиции.
Встречи в нашем доме держались в глубочайшей тайне, что являлось немаловажным для удачного исхода формирования правительства. 
В 1932 году соотношение сил в Европе выглядело так: в центре Европы существовал абсолютный вакуум власти, возникший по причине полного разоружения Германии. Бессилие «Германского Рейха» создавало некий «соблазн», который Ленин сформулировал следующим образом: «Кто владеет Берлином, тот владеет и Европой». Устав Лиги наций обязывал каждого члена иметь тот минимум вооружений, который необходим для национальной безопасности. Решение «вопроса вооружения» имело жизненно важное значения для рейха, создавало «европейский противовес» экспансии Сталина, а также фактор сдерживания захватническим интересам Юзефа Пилсудского. В «веймарские времена» Пилсудский неоднократно обращался к Франции с просьбой о подстраховке в планируемом нападении на Германию: в 1923 году французский маршал Фош был в Варшаве и вёл переговоры с Пилсудским о так называемом «плане Фоша» — операции польских вооружённых сил против Верхней Силезии, Померании и Восточной Пруссии. В 1933 году Пилсудский вновь «зондировал» Париж по вопросу возможной военной акции против рейха. Учитывая угрозы, требовалось путём переговоров найти способ достижения равенства: разоружить государства с высоким военным потенциалом, довооружить государства с низким или же пойти на комбинацию обоих способов. Гитлер доверил решение этого вопроса Иоахиму фон Риббентропу.

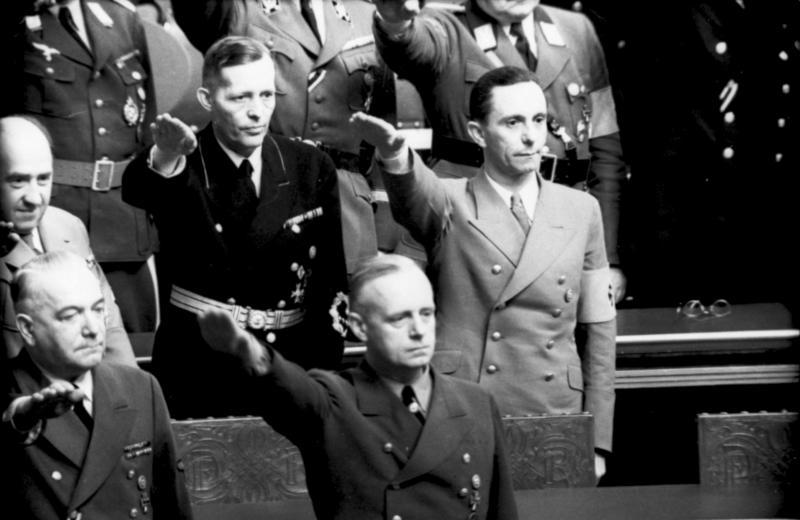
Риббентроп на заседании рейхстага. 4 мая 1941 г.

24 апреля 1934 года было открыто «бюро Риббентропа», в котором работали штатных 13 сотрудников и несколько внештатных советников. Официально его должность называлась «внешнеполитический советник и уполномоченный имперского правительства по вопросам разоружения». Основная миссия «бюро Риббентропа» состояла в решении проблемы вооружения по формуле «немецкое равноправие» — подготовке международного сообщества к мнению о необходимости ограниченного перевооружения Германии. С этой целью были основаны «германо-английское» и «германо-французское» общества. В общества входили влиятельные люди. Так, сэр Роберт Джилберт Ванситарт являлся членом «германо-английского» общества. Риббентроп пытался прийти к соглашению, разрешающему довооружение Германии под международным контролем. Впрочем, всякий раз данная инициатива встречала противодействие со стороны Франции. 17 марта 1934 года французское правительство отвергло британское предложение компромисса. Гитлер воспользовался упрямством Франции в своих милитаристских целях. Он решил, что Германия с данного момента является свободной «от всяких обязательств по отношению к Версальскому договору и может вооружаться по собственному усмотрению, без ограничения и контроля, опираясь на восторженное одобрение своего народа».
В конце мая 1935 года поступило приглашение прислать в Лондон уполномоченного по ведению переговоров по морским вооружениям. Гитлер назначил Риббентропа «послом по особым поручениям» и направил в Лондон. Он надеялся «добровольным ограничением немецких морских вооружений создать предпосылки для долгосрочного соглашения с Великобританией» о совместной политике. Итогом деятельности Иоахима фон Риббентропа стало заключение 18 июня 1935 года Англо-германского морского соглашения.
Летом 1936 года Риббентроп предложил Гитлеру «держаться в стороне от испанских дел», так как необходимо было опасаться осложнений отношений с Англией. Риббентроп отмечал, что французская буржуазия является надёжной гарантией против большевизации страны. Тем не менее Гитлер имел другое мнение и утверждал:
 Если действительно удастся (Сталину) создать коммунистическую Испанию, то при нынешней ситуации во Франции большевизация также и этой страны — лишь вопрос короткого времени и тогда Германия может «сматывать удочки». 
Иоахим фон Риббентроп писал, что трудно было привести решающие доводы наперекор идеологическим принципам Гитлера.
В августе 1936 года Иоахим фон Риббентроп был назначен послом в Лондон. Риббентроп сам предложил Гитлеру назначить его послом с тем, чтобы продолжить «широко задуманную попытку вступить с британцами в серьёзные переговоры о союзе в европейской политике». Риббентроп в своём письме У. Хасселю (немецкому послу в Риме) писал, что «одной из главных задач нашей дипломатии в Лондоне я вижу в том, чтобы просветить англичан в отношении реальной опасности большевизма». Перед отъездом Риббентроп встретился с заместителем министра иностранных дел Великобритании Р. Ванситартом в берлинском отеле «Кайзерхоф». Он пытался понять позицию Р. Ванситарта относительно союза Германии и Англии. Риббентроп вспоминал:
 у меня было чувство, что с самого начала обращаю свои речи к стенке. Ванситарт спокойно выслушал все, однако оставался замкнутым и уклонился от любой моей попытки вызвать на откровенный обмен мнениями.
Р. Ванситарт издавна питал незыблемые предубеждения в отношении Германии и немцев. Риббентропу был знаком А. Кроу — идейный вдохновитель английских дипломатов и в том числе Р. Ванситарта. Накануне первой мировой войны он призывал Мир объединиться для защиты от немецкого «кошмара»: намерения установить гегемонию в Европе, доминирования на море и создания немецкой Индии в Малой Азии.
26 октября 1936 года был заключён договор между Германией и фашистской Италией. Риббентроп отмечал, что сближение национал-социализма с фашизмом являлось неизбежным в качестве противовеса большевизму. Он пытался убедить, что сотрудничество с Италией не ставит под угрозу переговорный процесс с Англией. В конфиденциальной переписке Риббентроп писал:
 первостепенное значение в каждом внешнеполитическом шаге отводится противоположности фашизма и национал-социализма, с одной стороны, и большевизма, с другой.
5 ноября 1936 года был подписан Антикоминтерновский пакт — японо-германский международный договор «по обороне от коммунизма». Иоахим фон Риббентроп отмечал, что антикоминтерновская политика является механизмом выхода Германии из изоляции, способом позволяющим найти партнёров, не теряя цель — соглашения с Англией. Он пытался убедить Э. Идена (британского министра иностранных дел), что:
 пакт не направлен против кого-либо, кроме как против мирового коммунизма, и что присоединение Англии также не встретило бы препятствий. Однако натолкнулся на полную неспособность Идена понять, о чём идёт речь: коммунистическую опасность в Англии видеть не желали.
Главное для Англии — незыблемость Британской империи. Довооружение Германии уже выводило из равновесия «баланс сил» в английском понимании. На рубеже 1937—1938 годов Гитлер стоял перед проблемой: односторонне определившись в прозападном (антисоветском) курсе, он понял, что Англия не желает сближения. Он «сидел между двух стульев». Оставалось одно — укрепление немецкой позиции путём наращивания вооружения. 4 февраля 1938 года в Берлине Гитлер назначил Иоахима фон Риббентропа Имперским министром иностранных дел. Перед назначением Гитлер сказал:
 Германия, благодаря созданию вермахта и занятию Рейнской области завоевала для себя новую позицию. Она вновь вошла в круг равноправных наций, и теперь настало время приступить к решению определённых проблем при помощи сильного вермахта, ни в коем случае не через его задействование, но благодаря лишь только его наличию. Страна, не являющаяся сильной также и в военном отношении, не может проводить никакой внешней политики вообще. Мы насмотрелись этого в течение прошедших лет вдоволь. Теперь нашим стремлением должно быть установление ясных отношений с нашими соседями. 
Гитлер назвал Риббентропу четыре главные проблемы: Австрия и Судеты, Мемель и Данцигский коридор.
В марте 1938 года Риббентроп находился с прощальным визитом в Лондоне. События аншлюса (включение Австрии в состав Германии) застали его врасплох:
 пример стиля работы Гитлера, всегда оставлявшего за собой окончательное решение и принимавшего его порой в такой момент, который даже в его ближайшем окружении не ожидал никто. 
Гитлер считал, что «обязан реагировать на неожиданное развитие событий — как в данном случае на объявленное намерение австрийского канцлера Шушнига с помощью плебисцита увековечить разделение Австрии и Германии».
В октябре 1938 года Карл Шнурре, руководитель восточного отдела экономики Министерства иностранных дел Германии, вёл интенсивные переговоры с заместителем руководителя советского торгового представительства Михаилом Скосыревым о новом кредитном соглашении на 200 млн рейхсмарок сроком на 6 лет с условием поставки стратегического сырья на 3/4 от оговорённой суммы. Со времён Рапалло торговые отношения практически не прекращались, хотя с приходом Гитлера пошли на спад. Германские фирмы осуществляли кредитование СССР под гарантии Рейха. В свою очередь СССР как заказчик размещал в Германии выделенные средства.
В конце декабря 1938 года в Берлине было подписано новое германо-советское торговое соглашение (ежегодное продление сделок). В соответствии с договорённостями в середине января 1939 года Риббентроп дал Шнурре указание, не привлекая внимания, направиться в Москву для переговоров с Микояном о поставках. Встреча в Москве была намечена на 31 января 1939 года. В это время Риббентроп обсуждал в Варшаве с министром иностранных дел Польши Юзефом Беком вопрос о Данциге, данцигском коридоре и о позиции Польши по отношению к СССР. Однако в силу утечки информации (публикации в Daily Mail) переговоры с Микояном были приостановлены. Риббентроп был шокирован, восприняв публикацию о «большой германской делегации в Москву» как средство срыва переговоров в Варшаве. Повторная попытка договориться с польской стороной также не увенчалась успехом. 21 марта 1939 года Бек вновь был приглашён для переговоров. Однако он направился не в Берлин, а в Лондон где получил обещание гарантий, которые побудили официально отвергнуть германские предложения и начать мобилизацию польской армии. Неудача немецко-польских переговоров доказала невозможность создания «восточноевропейского антибольшевистского блока под германским руководством». Риббентроп понял, что немецкая политика должна была найти «новую концепцию». На обратном пути из Варшавы он заявил:
 Теперь у нас, если мы не хотим быть полностью окружены, остаётся лишь один выход: объединиться с Россией.

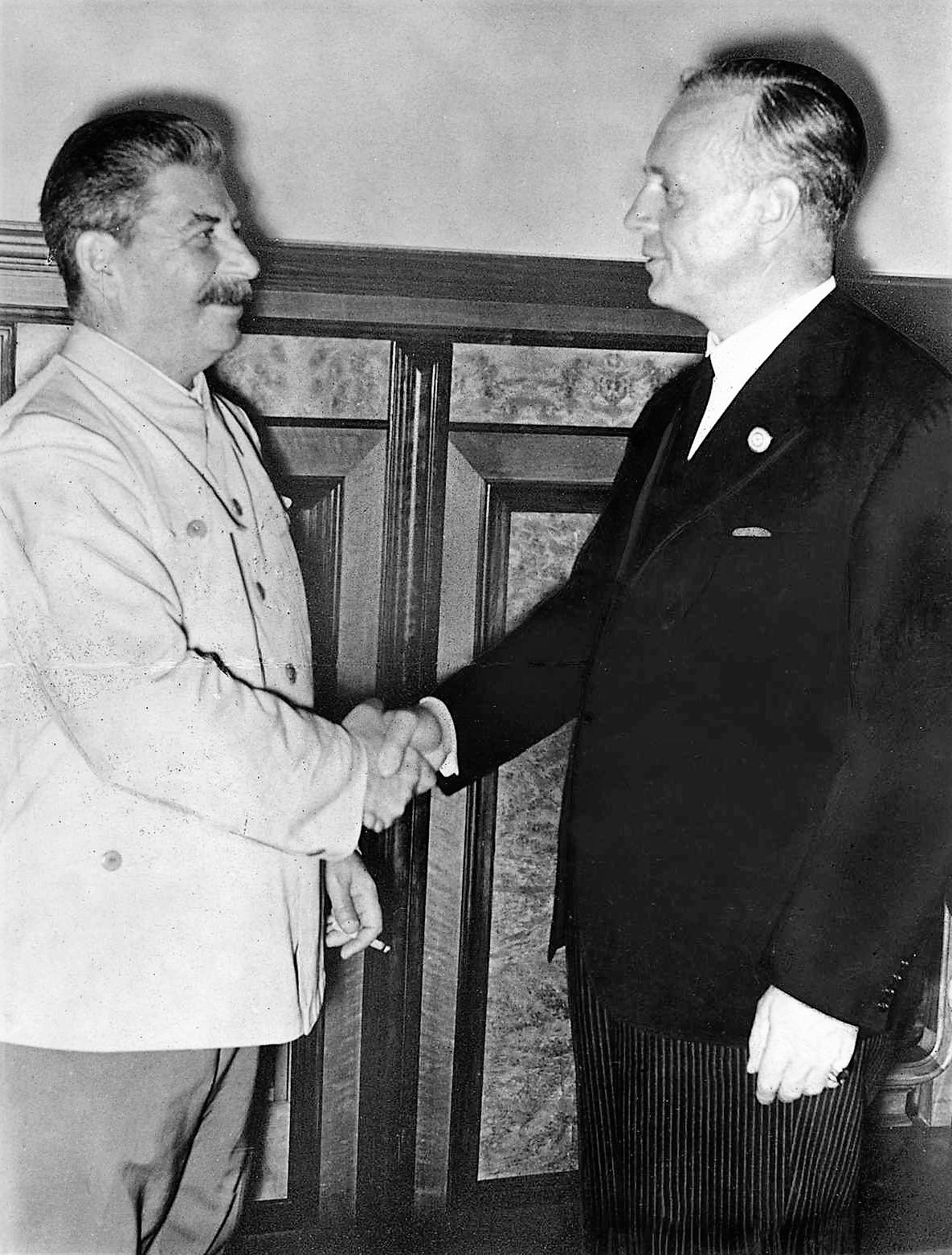
Сталин и Риббентроп в Кремле. 23 августа 1939 г.

23 августа 1939 года Риббентроп прибыл в Москву и был принят Сталиным. Вместе с наркомом иностранных дел СССР Вячеславом Молотовым подписал договор о ненападении между Германией и Советским Союзом сроком на 10 лет и Секретный дополнительный протокол к Договору о ненападении между Германией и СССР, известные как Пакт Молотова — Риббентропа.

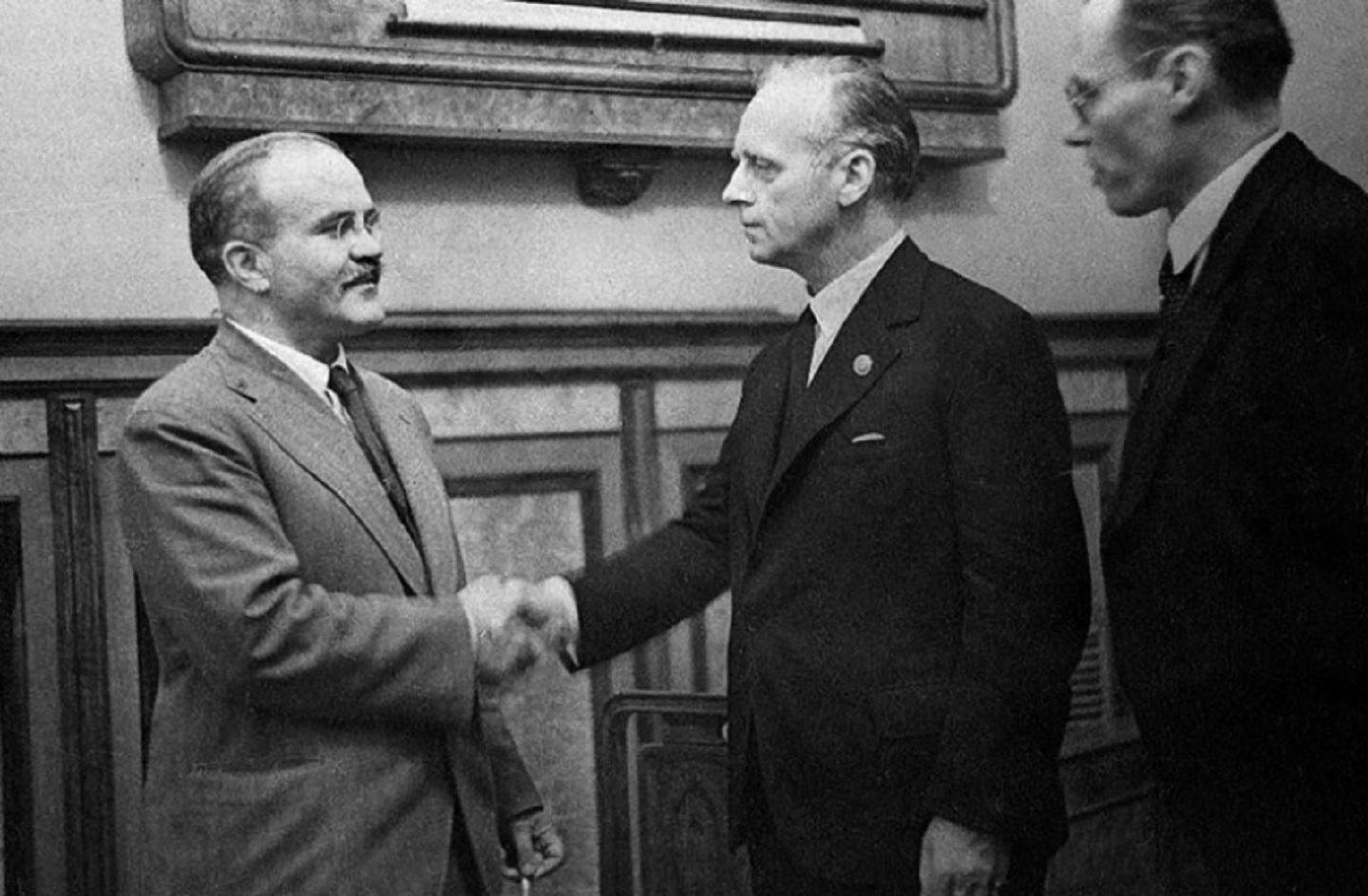
Молотов и Риббентроп в Кремле. 23 августа 1939 г.

27 сентября 1939 года фон Риббентроп прибыл в советскую столицу во второй раз. Его приветствовали ряд высокопоставленных чиновников и командиров Красной армии, а также почётный караул. Переговоры со Сталиным и Молотовым состоялись поздно вечером. Переговоры продолжились на следующий день и завершились утром 29 сентября 1939 года подписанием договора о границе и дружбе, на котором стояла официальная дата 28 сентября 1939 года. Основной смысл договора состоял в том, что два правительства соглашались на раздел сфер влияния, как это предлагал Сталин.
22 июня 1941 года в 3 часа 15 минут по среднеевропейскому времени после артиллерийской и авиационной подготовки войска вермахта перешли границу СССР. В 3 часа 30 минут Риббентроп принял посла СССР в Германии Владимира Деканозова и зачитал ему так называемый меморандум, ноту имперского правительства Советскому Союзу от 21 июня 1941 года. По свидетельству переводчика протокольного отдела министерства иностранных дел Эриха Зоммера, согласно категорическому распоряжению Гитлера слова «объявление войны» не прозвучали ни в ноте, переданной советскому послу, ни во время приема у Риббентропа. По воспоминаниям переводчика Деканозова Бережкова, когда они уже уходили, Риббентроп, поспешив за ними, якобы сказал: «Передайте в Москве, что я был против нападения». Эрих Зоммер описал эту сцену иначе: «Пока д-р Штрак и я следовали по пятам за советским послом и его секретарём, Риббентроп не сдвинулся с места». В своей книге «Меморандум. Как была объявлена война Советскому Союзу» oн отнёс этот пассаж в воспоминаниях Бережкова к разряду «сознательной политической лжи», отметив, что министр «по соображениям государственного резона и по причине лояльности отказался бы выразить хоть одним словом или жестом свое личное сожаление по поводу официального заявления, сделанного им от имени главы государства». После того как в 4 часа Деканозов покинул германское министерство иностранных дел, Риббентроп принял послов дружественных и нейтральных государств и поставил их в известность о начале военных действий против Советского Союза.
Во время войны роль Риббентропа заметно уменьшилась, в правительстве он оказался практически изолирован. Тем активнее он поставил себя и свое министерство на службу депортации и уничтожению евреев. В сентябре 1942 года он отдал распоряжение, в котором потребовал от немецких посольств в оккупированных или зависимых государствах поддержать и форсировать депортацию местных евреев и беженцев. Он также попытался оказать давление на дружественные государства: в феврале 1943 года он заявил Бенито Муссолини протест против медленных темпов депортации евреев в итальянской оккупационной зоне Франции. 17 апреля 1943 года участвовал в совещании между Гитлером и Хорти по вопросу депортации евреев из Венгрии и заявил Хорти, что «евреи должны быть либо истреблены, либо заключены в концентрационные лагеря».

### Взаимоотношения с коллегами по Национал-социалистической партии
Своими изысканными манерами Гиммлер настолько поразил Риббентропа, что тот вскоре вступил сначала в НСДАП, а позже и в СС. 30 мая 1933 года Гиммлер присвоил Риббентропу звание штандартенфюрера СС и стал частым гостем на его вилле. В 1938 году Риббентроп получил от Гиммлера номер 63083 в СС, с этого момента он официально числился членом «штаба рейхсфюрера СС», а в 1940 году получил звание обергруппенфюрера СС. Однако отношения между Риббентропом и Гиммлером вскоре испортились. Причиной этого стало грубое вмешательство Гиммлера и его подчинённых (в первую очередь Гейдриха) в дела внешнеполитического ведомства, причём действовали они весьма дилетантски.
Раздор ещё более усилился после того, как Риббентроп уличил сотрудников СД, работавших в посольствах в качестве полицейских атташе, в использовании каналов дипломатической почты для отправки доносов на сотрудников посольств.
В ноябре 1939 года Риббентроп резко выступил против плана Гейдриха выкрасть из Нидерландов двух британских разведчиков, однако Гитлер так яростно защищал СД, что Риббентропу пришлось уступить:

Да, да, мой фюрер, я сразу придерживался такого же мнения, но с этими бюрократами и юристами в министерстве иностранных дел просто беда: они слишком тугодумы.
Управу на Гиммлера удалось найти только в январе 1941 года — после самостоятельной попытки СД свергнуть румынского диктатора Антонеску (мятеж «Железной гвардии»). 22 января, когда положение стало критическим, Антонеску отправил запрос в немецкое посольство, чтобы узнать, пользуется ли он ещё доверием Гитлера. Риббентроп немедленно ответил:

Да, Антонеску должен действовать как считает необходимым и целесообразным. Фюрер же советует ему поступить с легионерами так же, как он в своё время обошёлся с рёмскими путчистами.
Антонеску разгромил путчистов и стал их преследовать. Но тут вмешалась СД, укрыв руководство «Железной гвардии» и тайно вывезя его за границу.
Узнав об этом, Риббентроп немедленно доложил Гитлеру, представив произошедшее как чудовищный заговор СД против официальной внешней политики Третьего рейха. Ведь представитель СД в Румынии был подстрекателем путча, а руководитель румынской группы немцев Андреас Шмидт, назначенный на эту должность начальником центра по работе с фольксдойче обергруппенфюрером СС Лоренцем, укрывал путчистов. Риббентроп также не забыл упомянуть, что Шмидт является зятем Готтлоба Бергера, начальника Главного управления СС. Таким образом, у Гитлера создалось впечатление, что к заговору причастно высшее руководство СС.

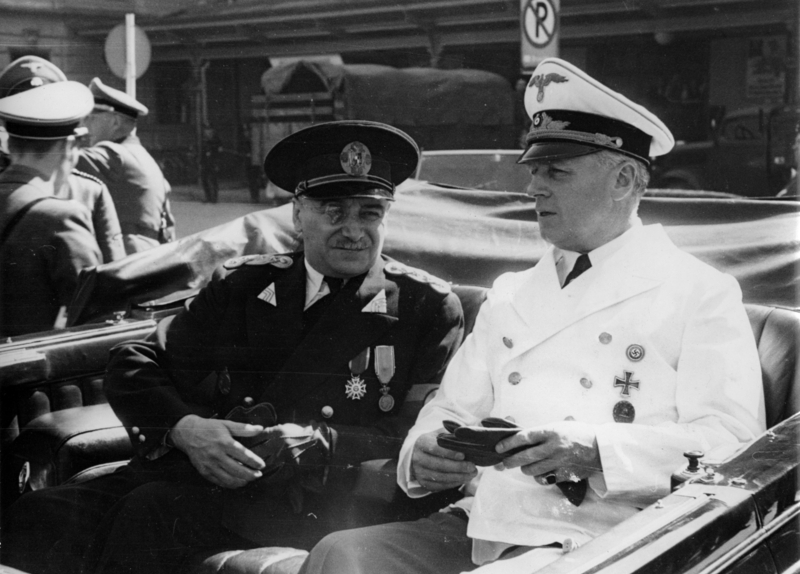
Иоахим фон Риббентроп и премьер-министр Румынии Ион Джигурту. Июль 1940 г.

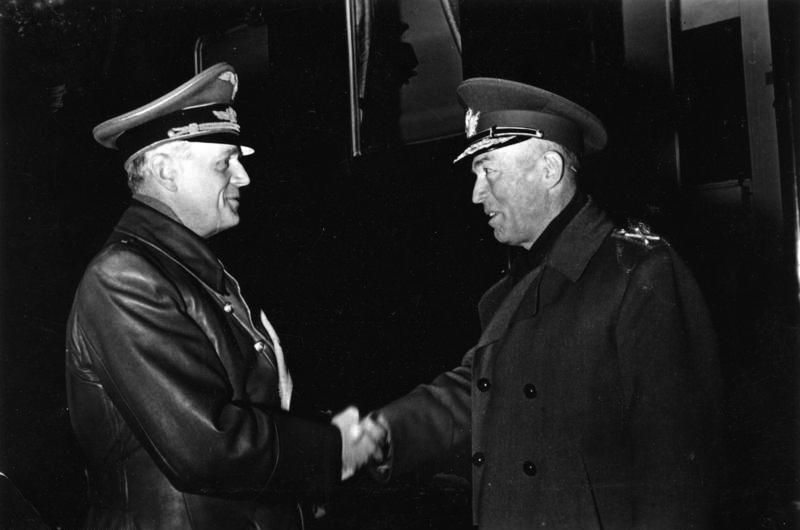
Риббентроп и Ион Антонеску. Январь 1943 г.

Воспользовавшись гневом фюрера, Риббентроп начал действовать. Он назначил нового посланника в Румынии, который тут же отправил в Германию полицейского атташе, проведшего по возвращении несколько месяцев в застенках гестапо. Также Риббентроп стал требовать от Гейдриха прекратить вмешательство в дела внешнеполитического ведомства. 9 августа 1941 года было достигнуто соглашение о том, чтобы служебная переписка полицейских атташе шла через посла.
И в дальнейшем Риббентроп старался уязвить Гиммлера по любому поводу. Так, узнав о намерении Гиммлера посетить Италию, он сообщил, что визиты высшего руководства осуществляются только по согласованию с министерством иностранных дел. Послами в странах Юго-Восточной Европы были назначены выжившие в «Ночь длинных ножей» представители СА. А группенфюреру СС Вернеру Бесту, перешедшему на дипломатическую службу из СД, Риббентроп сказал, что теперь Бест подчиняется только ему, а не Гиммлеру.
К весне 1945 года Риббентроп потерял всякое доверие у Гитлера. В соответствии с «Политическим завещанием Адольфа Гитлера» в новом правительстве Германии рейхсминистром иностранных дел должен был стать Артур Зейсс-Инкварт, но тот сам отказался от этой должности, о чём заявил при личной встрече новому рейхспрезиденту Германии Карлу Дёницу.
В конце войны Риббентроп отправился во Фленсбург. Видимо, он все ещё рассчитывал принять участие в последнем имперском правительстве. В письме на имя Дёница от 2 мая 1945 года Риббентроп советовал предложить Эйзенхауэру и Монтгомери вывод немецких войск из скандинавских стран в обмен на возможность сохранить правительство рейха в земле Шлезвиг-Гольштейн. При этом, как описывает британский историк Ян Кершоу содержание, по всей видимости, неотправленного письма Риббентропа, следует «дать ясно понять, что однажды британской армии понадобятся немцы, чтобы вместе с ними сражаться против Советского Союза». Надежды Риббентропа не оправдались; Дёниц лично отверг его участие. Новым рейхсминистром иностранных дел по совместительству стал новый рейхсканцлер Лютц Шверин-Крозиг.

### Арест, процесс и казнь

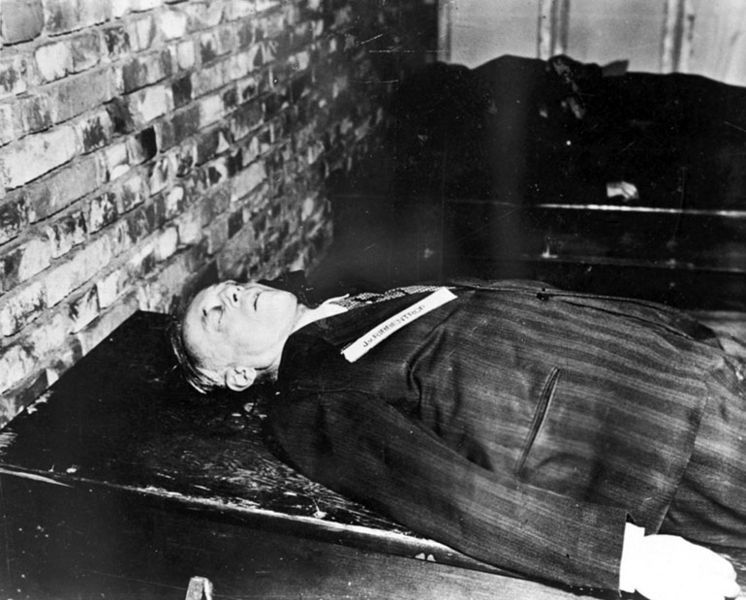
Посмертное фото. Нюрнберг, 16 октября 1946

Потерпев неудачу во Фленсбурге, Риббентроп скрылся в Гамбурге, где под именем Иоганн Ризе снимал небольшую комнату. Затем он поселился у бывшего делового партнера, сын которого дал наводку властям союзников. Во время обыска дома 14 июня 1945 года Риббентроп был арестован британскими и бельгийскими солдатами из отдела полевой безопасности. В ходе очной ставки с его сестрой Ингеборг Йенке они установили его личность. При обыске в британской штаб-квартире у него нашли спрятанную ампулу с цианидом, три написанных им письма (фельдмаршалу Монтгомери, министру иностранных дел Идену и премьер-министру Великобритании Черчиллю) и несколько тысяч рейхсмарок наличными. До своего перевода в Нюрнберг в августе 1945 года Риббентроп сначала был интернирован в Люнебурге, а затем вместе с другими деятелями НСДАП и высокопоставленными офицерами вермахта в лагере для военнопленных № 32 Ashcan в Бад-Мондорфе, Люксембург.
В ноябре 1945 года Риббентроп предстал перед трибуналом в Нюрнберге. Ему были предъявлены обвинения в заговоре, преступлениях против мира, военных преступлениях и преступлениях против человечности. До января 1946 года его защитником был Фриц Заутер. В течение 218 дней Нюрнбергского процесса Риббентроп не проявил ни малейшего раскаяния. 1 октября 1946 года он был признан виновным по всем пунктам обвинения, приговорён к смертной казни через повешение и 16 октября 1946 года в 1 час 14 минут ночи стал первым из главных нацистских преступников, повешенных в Нюрнбергской тюрьме. Смерть наступила в 1 час 29 минут.
Тело Риббентропа вместе с телами остальных десяти казненных преступников и покончившего жизнь самоубийством Германа Геринга было кремировано 17 октября 1946 года в муниципальном крематории Восточного кладбища Мюнхена, а прах затем развеян над Венцбахом, притоком Изара.

## Образ в кино и на телевидении
- 1943 — «Миссия в Москву». В роли Генри Дэниэл.
- 1970 — «Нюрнбергский эпилог» / Epilog norymberski) — польский фильм. В роли Хенрик Боровский.
- 1970 — «Нюрнбергский эпилог» / Nirnberski epilog — югославский фильм. В роли Миоград Радованович.
- 1980 — «Испанский вариант». В роли Арво Круусемент.
- 1983 — «Ветра войны[англ.]» (мини-сериал, США). В роли Антон Диффринг[47].
- 2000 — «Нюрнберг» (американо-канадский мини-сериал). В роли Бенуа Жирар.
- 2005 — «Звезда эпохи». В роли Арнис Лицитис.
- 2013 — «ПосольССтво» (польский фильм). В роли Адам Дарски[48].
- 2023 — «Нюрнберг». В роли Марк Фишер.
- 2024 — «Фюрер и растлитель[нем.]» В роли Эмануэль Фелльмер[нем.]

## Мнения сослуживцев
Из воспоминаний советника посольства Германии в СССР Г. Хильгера:
«Это был человек, занимавший ответственный пост, для которого у него не было никаких талантов, знаний или опыта, и он сам знал и чувствовал это очень хорошо. … В то же время он старался скрыть своё чувство неполноценности высокомерием, которое зачастую казалось невыносимым. Чтобы министр орал на седовласого советника, пока не срывал голос, было неслыханно до тех пор, пока фон Риббентроп не ввел в министерстве иностранных дел в употребление язык и грубый тон унтер-офицера на занятиях по строевой подготовке. Более того, Риббентроп находился под властью психически нездоровой страсти постоянно выпячивать себя и жить в максимально возможном шикарном стиле». — Хильгер Г., Мейер А. Россия и Германия: Союзники или враги? / Пер. с англ. А. А. Игоревского. — М.: Центрполиграф, 2008. — С. 356.